# Barton on Sea
Barton on Sea è un paesino costiero dell'Hampshire, in Inghilterra.